# جوليان توماس (لاعب اتحاد الرغبي)
جوليان توماس (بالفرنسية: Julien Tomas) هو لاعب اتحاد الرغبي فرنسي، ولد في 21 أبريل 1985 في مونبلييه في فرنسا.

## وصلات خارجية
- جوليان توماس عل موقع إسبنسكروم (الإنجليزية)
- جوليان توماس على موقع ItsRugby.co.uk (الإنجليزية)